# Henry de Daillon
 (décembre 2019).
Pour les articles homonymes, voir Daillon et D'Aillon.
Henry de Daillon, duc du Lude, marquis d'Illiers et de Bouillé, baron de Briançon et seigneur de Pontgibaud, né vers 1622 et mort en 1685, est un aristocrate français.

## Biographie
Fils de Timoléon de Daillon, marquis d'Illiers et comte du Lude, et de Marie de Feydeau (1604-1663), il est issu d'une famille de la noblesse angevine.
Marié en 1644 à la riche héritière Éléonore-Renée de Bouillé (1632-1681), fille de René de Bouillé, il épouse en secondes noces, le 6 février 1681, Marguerite-Louise de Béthune (1642-1726), veuve du comte de Guiche. De ces deux unions, il n'aura pas d'enfant, laissant pour héritier son neveu, le maréchal-duc de Roquelaure, fils de sa sœur, Charlotte-Marie de Daillon.
Gouverneur des châteaux de Saint-Germain et de Versailles, premier gentilhomme de la chambre du roi, surintendant général des poudres et salpêtres et grand maître de l'artillerie de France (1669), il est créé duc du Lude et pair de France en 1675.

## La légende de laDame verte

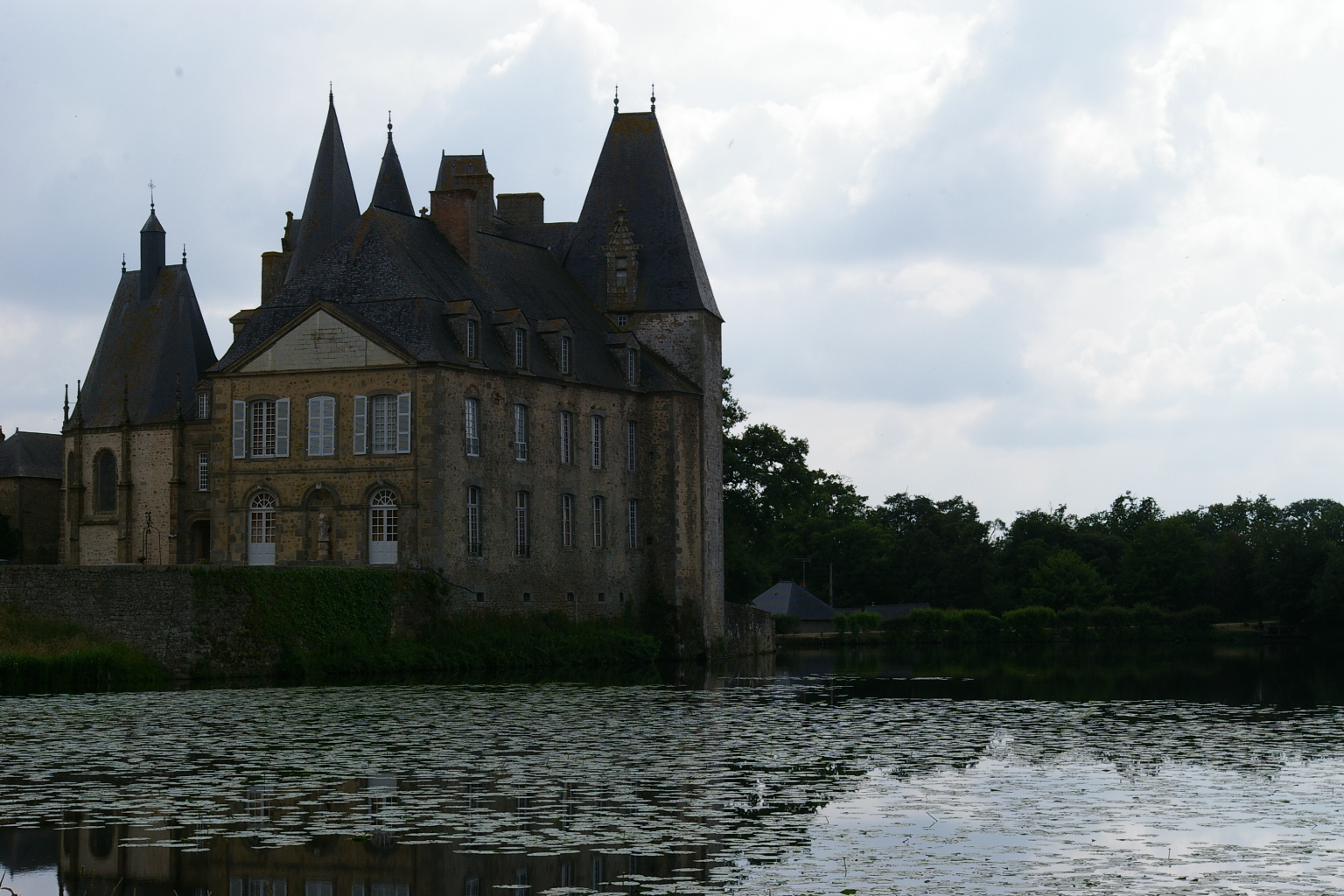
Le château et son étang au crépuscule

Sa première épouse, Éléonore-Renée de Bouillé, seule héritière d'une immense fortune, mourut sans enfant en 1681. 
Elle est devenue l'une des plus célèbres figures de la famille de Bouillé. Ne paraissant que rarement à la cour, la duchesse préfère se consacrer à ses passions, les chevaux, les chiens et surtout la chasse en forêt de Charnie (au point qu'on la surnommait le grand roi de la Charnie). 
Retirée le plus souvent au château de la Muette, son autorité, ses excentricités, sa masculinité, son absence de la cour, en ont fait un personnage de fantasmes (elle est mentionnée dans la correspondance de Madame de Sévigné),et elle a fait l'objet de légendes mettant en scène sa cruauté. 
On dit que son spectre, celui de la « Dame verte », hanterait les murs du château du Rocher à Mézangers, propriété de la famille de Bouillé depuis 1624.
D'après la légende, le château du Rocher serait le cadre d'apparitions régulières d'une belle dame habillée de vert. Il s'agirait de la duchesse du Lude, qui reviendrait périodiquement visiter son domaine. De son vivant, elle avait été une belle femme, chasseresse impénitente, au point d'avoir un jour pénétré à cheval et avec ses chiens dans la chapelle de l'abbaye d'Étival-en-Charnie, ce qui lui vaudrait peut-être cet éternel purgatoire… Voici ce qu'en dit l'abbé Angot : 
« La Dame verte, comme les Dames blanches qu'on connaît ailleurs, préside aux destinées du château, montrant par des manifestations mystérieuses l'intérêt qu'elle prend aux évènements de la famille qui l'habite. »
La commune de Mézangers a donné le nom de « La Dame verte » à la rue qui conduit au château.